# Замай, Борис Иванович
Борис Иванович Замай (род. 24 июня 1959 года в городе Губкин Белгородской области, РСФСР, СССР) — российский юрист, адвокат, политический деятель, депутат Государственной Думы ФС РФ первого созыва (1993—1995), в 1987—1993 годах — судья Белгородского областного народного суда.

## Биография
В 1985 году получил высшее образование по специальности «правоведение» на юридическом факультете Воронежского государственного университета.
С 1985 по 1987 год работал в агропромышленном объединении Сосновского района юрисконсультом, работал в прокуратуре города Губкин. С 1987 по 1993 год был судьёй Белгородского областного народного суда.
В 1993 году избран депутатом Государственной думы Федерального Собрания Российской Федерации первого созыва от Новооскольского одномандатного избирательного округа № 64. В Государственной думе был членом Мандатной комиссии, членом комитета по законодательству и судебно-правовой реформе, не входил ни в какие депутатские объединения.
В 2011 году возглавлял адвокатский кабинет в городе Москва, сдал экзамен судьи, был кандидатом на должность судьи по уголовным делам Верховного Суда Российской Федерации.

## Законотворческая деятельность
За время исполнения полномочий депутата Государственной думы I созыва был соавтором Федерального закона «О формировании Совета Федерации Федерального Собрания Российской Федерации».